# Črnobog
Črnobog, Črnoglav (tudi Črnoboh, Černebog, Černoboh, Crnobog, Černyjbog, Czerneboch, Zernebuch, Tiarnaglofi) je bil v  slovanski mitologiji zahodnoslovansko božanstvo zla in teme. 
Omenja ga že Helmold iz Bassaua (†1170).Po Unbegaunu je ime tega božanstva popačenka iz Triglav (Triglav>Črnoglav>Črnobog), ker naj bi bila črna barva eden od atributov tega božanstva. Odprto obstaja vprašanje odnosa s hipotetičnim Belbogom. Na povezavo bi lahko kazala topografija: dva planinska vrha Černik in Belboh na Češkem ter dva sosednja hriba Beloboh in Črnoboh pri Lužiških Srbih. Črnobog naj bi bil božanstvo zla in teme.